# Список объектов, названных в честь Дж. Р. Р. Толкина и его произведений
Английский писатель Джон Рональд Руэл Толкин (1892—1973), имена и названия из выдуманной им вселенной Арды оставили большое культурное наследие. В их честь назвали множество объектов на Земле и в космосе, включая названия астрономических и географических объектов, компаний, музыкальных групп, растений и животных.
Ниже представлен список объектов, названных в честь Дж. Р. Р. Толкина и его произведений.

## Астрономия

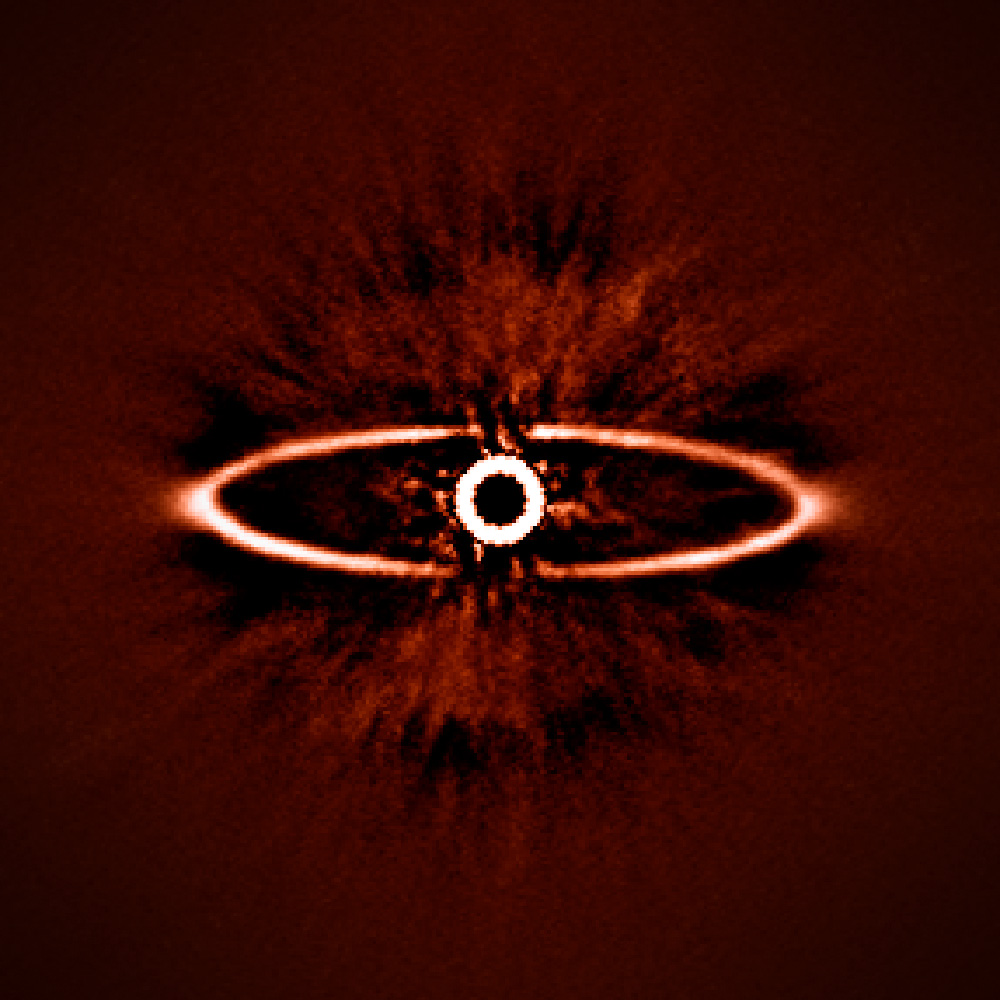
«Око Саурона»: кольцо пыли вокруг HR 4796A

- Астероиды (2991) Бильбо и (2675) Толкин были обнаружены в 1982 году[6][7]
- Объект пояса Койпера (385446) Манвэ и его спутник Торондор, открытые в 2003 году[8][9].
- Макулы (пятна) Балрог[англ.] и Моргот[англ.] на Плутоне[10][11][12].
- Макула (пятно) Мордор на северном полюсе Харона[13][14][15].
- Ударный кратер Толкин[англ.] на Меркурии[16][17].
- Одна из наиболее удалённых от Земли звёзд Эарендел (названа в честь Эарендиля)[18].
- Прозвище «Око Саурона» (англ. Eye of Sauron) получили несколько космических объектов, включая планетарные туманности M 1-42[англ.][19][20] и Улитка[21][22], а также звёздную систему HR 4796A[23][24] и сейфертовскую галактику NGC 4151[25].
- Астероид (378214) Саурон[англ.] был обнаружен в 2007 году[26]
- Транснептуновый объект (174567) Варда и его спутник Ильмарэ были открыты в 2006 и 2011 году соответственно, а свои названия получили в 2014 году[27].

### География Титана
Некоторые классы объектов на поверхности спутника Сатурна Титана названы в честь объектов Средиземья. Холмы (англ. Colles) названы именами персонажей Толкина, а горы (англ. montes) получили названия географических объектов Арды.

#### Холмы на Титане
| Холмы           | Оригинальное название | Координаты                                            | Диаметр (км) | Названы в честь                                                                          |
| --------------- | --------------------- | ----------------------------------------------------- | ------------ | ---------------------------------------------------------------------------------------- |
| Холмы Арвен     | Arwen Colles          | 7°30′ ю. ш. 250°00′ з. д. / 7,5° ю. ш. 250,0° з. д.   | 64           | Арвен, персонаж романа «Властелин колец»                                                 |
| Холмы Бильбо    | Bilbo Colles          | 4°12′ ю. ш. 38°36′ з. д. / 4,2° ю. ш. 38,6° з. д.     | 164          | Бильбо Бэггинс, персонаж повести «Хоббит, или Туда и обратно» и романа «Властелин колец» |
| Холмы Фарамира  | Faramir Colles        | 4°00′ с. ш. 153°48′ з. д. / 4,0° с. ш. 153,8° з. д.   | 82           | Фарамир, персонаж романа «Властелин колец»                                               |
| Холмы Гэндальфа | Gandalf Colles        | 14°36′ с. ш. 209°30′ з. д. / 14,6° с. ш. 209,5° з. д. | 102          | Гэндальф, персонаж романа «Властелин колец»                                              |
| Холмы Хандира   | Handir Colles         | 10°00′ с. ш. 356°42′ з. д. / 10,0° с. ш. 356,7° з. д. | 100          | Хандир, персонаж книги «Сильмариллион»                                                   |
| Холмы Нимлот    | Nimloth Colles        | 11°54′ с. ш. 151°18′ з. д. / 11,9° с. ш. 151,3° з. д. | 90           | Нимлот, имя персонажа «Сильмариллиона», а также дерева в Средиземье                      |

#### Горы на Титане
| Гора             | Оригинальное название | Координаты                                            | Названы в честь                                      |
| ---------------- | --------------------- | ----------------------------------------------------- | ---------------------------------------------------- |
| Горы Ангмар      | Angmar Montes         | 10°00′ ю. ш. 221°00′ з. д. / 10,0° ю. ш. 221,0° з. д. | Горы Ангмара на севере Средиземья                    |
| Горы Долмед      | Dolmed Montes         | 11°36′ ю. ш. 216°48′ з. д. / 11,6° ю. ш. 216,8° з. д. | Гора Долмед в Эред Луин                              |
| Гора Дум         | Doom Mons             | 14°39′ ю. ш. 40°25′ з. д. / 14,65° ю. ш. 40,42° з. д. | Роковая гора в Мордоре                               |
| Горы Эхориат     | Echoriat Montes       | 7°24′ ю. ш. 213°48′ з. д. / 7,4° ю. ш. 213,8° з. д.   | Эхориат, горный хребет на севере Белерианда          |
| Гора Эребор      | Erebor Mons           | 4°58′ ю. ш. 36°14′ з. д. / 4,97° ю. ш. 36,23° з. д.   | Эребор, Одинокая гора                                |
| Горы Грам        | Gram Montes           | 9°54′ ю. ш. 207°54′ з. д. / 9,9° ю. ш. 207,9° з. д.   | Гора Грам в северном Эриадоре                        |
| Горы Иренсага    | Irensaga Montes       | 5°41′ ю. ш. 212°43′ з. д. / 5,68° ю. ш. 212,71° з. д. | Иресанга, пик Белых гор                              |
| Горы Мерлок      | Merlock Montes        | 8°54′ ю. ш. 211°48′ з. д. / 8,9° ю. ш. 211,8° з. д.   | Горы Мерлок из стихотворения Толкина                 |
| Горы Миндоллуин  | Mindolluin Montes     | 3°18′ ю. ш. 208°58′ з. д. / 3,3° ю. ш. 208,96° з. д.  | Миндоллуин, самая восточная гора из хребта Белых гор |
| Горы Мисти       | Misty Montes          | 56°48′ с. ш. 62°26′ з. д. / 56,8° с. ш. 62,44° з. д.  | Мглистые горы в Средиземье                           |
| Горы Митрим      | Mithrim Montes        | 2°10′ ю. ш. 127°25′ з. д. / 2,16° ю. ш. 127,42° з. д. | Горы Митрим в Хитлуме, северо-западнее Белерианда    |
| Горы Мории       | Moria Montes          | 15°06′ с. ш. 190°30′ з. д. / 15,1° с. ш. 190,5° з. д. | Мория, подземное королевство гномов в Мглистых горах |
| Горы Рерир       | Rerir Montes          | 4°48′ ю. ш. 212°06′ з. д. / 4,8° ю. ш. 212,1° з. д.   | Гора Реир в западной части Эред Луин                 |
| Горы Таникветиль | Taniquetil Montes     | 3°40′ ю. ш. 213°16′ з. д. / 3,67° ю. ш. 213,26° з. д. | Таникветиль, высочайшая вершина гор Пелори в Амане   |

## Гены и белки
- Смауг[англ.] (Smaug), РНК-связывающий белок дрозофилы. Назван в честь дракона Смауга из повести Толкина «Хоббит, или Туда и обратно»[32].
- Глорунд (Glorund), белок дрозофилы. Назван в честь Глорунда (одно из имён дракона Глаурунга в черновиках Толкина)[32].
- Бард (Bard), ген дрозофилы, кодирующий белок «Бард», который необходим для расщепления белка «Смауг». Назван в честь Барда Лучника, который убил дракона Смауга в повести «Хоббит, или Туда и обратно».[33].

## Индивидуальные имена растений и животных
- Илуватар[англ.], имя секвойи в парке Прейри Крик в Северной Калифорнии диаметром 6,2 м и высотой 98 м. По оценке ботаника Стивена Силлетта это третья по размеру секвойя в мире[34].
- Сильмариль[англ.], чистокровная кобыла, бывшая скаковая лошадь. Названа в честь Сильмарилей из книги «Сильмариллион»[35].

## Географические объекты на Земле

### Горы
- Три горы в хребте Кадуолладер[англ.] (Береговой хребет) в Британской Колумбии, Канада: Гора Шэдоуфакс[англ.], Гора Гэндальф[англ.] и Гора Арагорн[англ.][36][37]
- 1 декабря 2012 года Совет по географическим названиям Новой Зеландии получил заявку о возможности именования горного пика вблизи бухты Милфорд в честь Толкина[38].

### Подводные горы
Несколько подводных гор в северной части Атлантического океана, к западу от Ирландии и к югу от Исландии, в том числе:
- Подводная гора Эриадор (Eriador)[40].
- Подводная гора Рохан (Rohan Seamount)[41].
- Подводная гора Гондор (Gondor Seamount)[42].
- Подводная банка Фангорн (Fangorn Bank)[43].
- Подводная банка Эдорас (Edoras Bank)[44].
- Подводный хребет Айзенгард (Isengard Ridge)[45].

Подводные горы в Индийском океане, в том числе:
- Око Саурона (Eye of Sauron)[46].
- Барад-дур (Barad-dûr)[46].
- Эред Литуи (Ered Lithui)[46].

## Музыка
- Amon Amarth, шведская группа, играющая в жанре мелодичный дэт-метал. Название группы переводится с синдарина как «Роковая гора»[47].
- Burzum, музыкальный блэк-метал проект норвежца Варга Викернеса. Слово «бурзум» переводится с чёрного наречия как «тьма»[48].
- Ephel Duath[англ.], итальянская группа, играющая в стиле авангардный метал и хардкор-панк. Название группа взяла из романа «Властелин колец»: так же назывались горы в Мордоре[49].
- Gorgoroth, норвежская группа, играющая в жанре блэк-метал. Названа в честь плато в Мордоре[50].
- Iluvatar[нидерл.], американская группа из Балтимора, играющая в стиле неопрогрессивный рок. Названа в честь верховного бога вселенной Арды Эру Илуватара[51].
- Marillion, британская рок-группа. Названа в честь книги «Сильмариллион», использовав сокращённый вариант названия во избежание споров по поводу нарушения авторских прав[52][53]
- Shadowfax[англ.], американская группа из Чикаго, игравшая в стиле нью-эйдж. Названа в честь коня Гэндальфа[54].

## Корабли
- J.R. Tolkien[англ.], гаф-топсельная шхуна, построенная в 1964 году и названная в честь Толкина в 1998 году[55][56][57].